# Humberto Selvetti

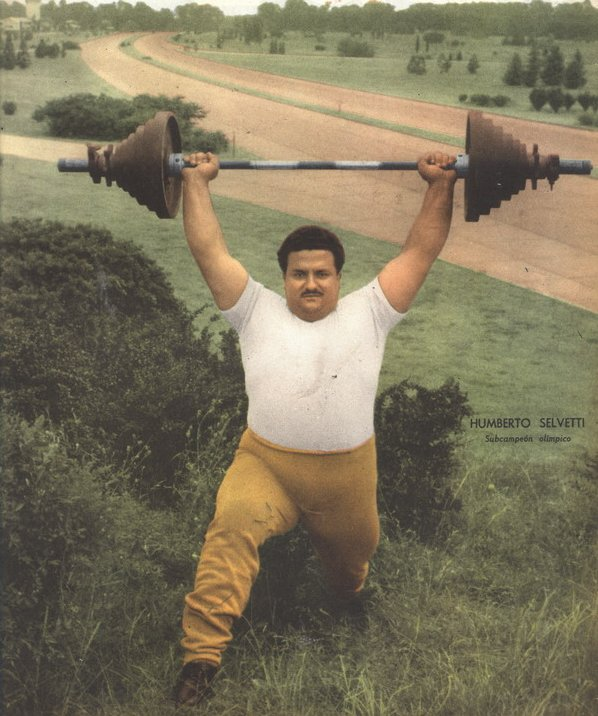
Humberto Selvetti (1957)

Humberto Selvetti (* 31. März 1932 in Wilde, Buenos Aires; † 1992) war ein argentinischer Gewichtheber.

## Leben
Selvetti trat bei den Olympischen Sommerspielen 1952 in Helsinki. Aufgrund seines dicken Schnauzbarts soll der 20-jährige optisch wie ein 30-jähriger gewirkt haben. Im olympischen Dreikampf gewann er mit 432,5 kg vor dem Deutschen Heinz Schattner die Bronzemedaille.
Vier Jahre später bei den Olympischen Spielen in Melbourne 1956 hätte er beinahe den großen Favoriten Paul Anderson aus den USA geschlagen. Bei gleicher Dreikampfleistung von 500 kg sorgten jedoch die 1,5 kg höheres von Selvetti für den Sieg Andersons.
In seiner weiteren Laufbahn erreichte Selvetti, der Fleischfabrikant war, die 500-kg-Grenze nicht mehr.

### Internationale Erfolge
(OS = Olympische Spiele, WM = Weltmeisterschaft, S = Schwergewicht, über 90 kg Körpergewicht)
- 1952, Bronzemedaille, OS in Helsinki, S, mit 432,5 kg, hinter John Davis, USA, 460 kg und James Bradford, USA, 437,5 kg;
- 1953, 3. Platz, WM in Stockholm, S, mit 450 (160.0, 125.0, 165.0) kg, hinter Doug Hepburn, Kanada, 467,5 (167.5, 135.0, 165.0) kg und Davis, 457,5 (155.0, 135.0, 167.5) kg;
- 1955, 2. Platz, PanAm Games in Mexiko-Stadt, S, mit 457,5 kg, hinter Norbert Schemansky, USA, 472,5 kg und vor Adriana, Curacao, 412,5 kg;
- 1956, Silbermedaille, OS in Melbourne, S, mit 500 kg, hinter Paul Anderson, USA, 500 kg und vor Alberto Pigaiani, Italien, 452,5 kg;
- 1957, 2. Platz, WM in Teheran, S, mit 485 (175.0, 140.0, 170.0) kg, hinter Alexei Sidorowitsch Medwedew, UdSSR, 500 (165.0, 147.0, 187.5) kg und vor Pigaiani, 452,5 (147.5, 130.0, 175.0) kg;
- 1959, 2. Platz, PanAm Games, S, mit 475 kg, hinter Dave Ashman, USA, 475 kg und vor Adriana, 447,5 kg

## Nationale Erfolge
Selvetti war mehrfacher argentinischer Meister im Schwergewicht.